# PGC 68360
LEDA/PGC 68360 ist eine Linsenförmige Galaxie vom Hubble-Typ S0/a mit ausgedehnten Sternentstehungsgebieten im Sternbild Piscis Austrinus am Südsternhimmel. Sie ist schätzungsweise 202 Millionen Lichtjahre von der Milchstraße entfernt. Gemeinsam mit NGC 7221 und NGC 7229 bildet sie die kleine NGC 7221-Gruppe (LGG 454).